# Tephritoidea
Tephritoidea je nadfamilija muva. Ona sadrži preko 7.800 vrsta, od kojih većina pripada porodici Tephritidae.
Uključene su sledeće porodice:
- Ctenostylidae
- Eurygnathomyiidae
- Lonchaeidae
- Pallopteridae
- Piophilidae
- Platystomatidae
- Pyrgotidae
- Richardiidae
- Tephritidae
- Ulidiidae (Otitidae)

## Spoljašnje veze
- „Tephritoidea”. Atlas of Living Australia.
- The Diptera Site: Fruit Fly (Diptera: Tephritidae) Phylogeny